# Supercopa de Europa 2007
La Supercopa de Europa 2007 o Supercopa de la UEFA 2007 fue un partido de fútbol que enfrentó al ganador de la Liga de Campeones y de la Copa de la UEFA de la temporada anterior 2006-07. El partido tuvo lugar entre el Milan italiano y el Sevilla español, con victoria del equipo italiano por 3 a 1. El partido se celebró el 31 de agosto de 2007 en el Stade Louis II en Mónaco.

## Previo
Esta edición de la Supercopa de Europa fue la trigésimo segunda.
El AC Milan ganó la Liga de Campeones de la UEFA 2006-07 al imponerse en la final al Liverpool FC inglés por 2 a 1. El equipo llegaba a este partido con el récord de títulos (4) de Supercopa de Europa. Esta fue la séptima vez que el equipo lombardo disputaba una edición de la Supercopa de Europa. La primera Supercopa que jugó el Milan fue en 1973, llevándose el título el Ajax holandés. Sufrió otra derrota en esta competición en 1993, esta vez ante el Parma. Las otras cuatro participaciones del AC Milan se saldaron con victoria: 1989 (ante el Barcelona), 1990 (ante la Sampdoria), 1994 (ante el Arsenal) y 2003 (ante el FC Porto).
Por su parte el Sevilla se clasificó para jugar este partido después de ganar la Copa de la UEFA 2006-07, jugando la final ante el Espanyol, al que se impuso en la tanda de penaltis después de haber empatado 2 a 2 ese partido. El equipo español defendía el título, ya que en la edición anterior le ganó al Barcelona por un contundente 3 a 0, en la que fue la primera participación del Sevilla en la Supercopa de Europa. 
Tres días antes del partido el jugador del Sevilla FC Antonio Puerta falleció después de estar dos días en la UCI por una parada cardiorrespiratoria sufrida en un partido de Liga ante el Getafe. El partido estuvo a punto de suspenderse, aunque finalmente se jugó. Los jugadores de ambos equipos decidieron saltar al terreno de juego con el apellido "Puerta" debajo de sus respectivos dorsales para homenajear al jugador perecido.

## Partido

### Primera parte
El Sevilla FC comenzó el partido más ofensivo que el rival y tuvo la primera ocasión, un tiro de Renato que se marchó fuera. Dos minutos más tarde el Milan tuvo la oportunidad de marcar por medio de una jugada de Filippo Inzaghi que remató Kaká al palo.
A los 14 minutos de juego se adelantó el equipo español cuando Renato cabeceó un centro a saque de esquina de Duda.
Después del gol el Sevilla FC siguió atacando buscando ampliar la ventaja, y a punto estuvo Frédéric Kanouté de conseguirlo en dos ocasiones. La más clara fue un centro de Dani Alves desde la banda que le llegó al delantero maliense después de un error de la defensa italiana. Kanouté cedió el balón a Renato y este disparó a puerta, aunque Dida evitó el gol en el último momento.
El AC Milan dispuso de una ocasión en un saque de esquina, cuando Clarence Seedorf remató bien de cabeza. Luego el partido ganó en intensidad con ocasiones para los dos equipos.
Antes del descanso el árbitro anuló un tanto a Filippo Inzaghi por fuera de juego.

### Segunda parte
Después del descanso, el partido fue más lento y pausado. El AC Milan lo intentaba más, pero el rivaldefendía bien e intentaba jugadas al contraataque.
En el minuto 55 Filippo Inzaghi marcaba de cabeza el empate gracias a un centro desde la banda de Gennaro Gattuso. Poco después, en el minuto 62, llegaba el segundo tanto, obra de Marek Jankulovski gracias a la asistencia de Andrea Pirlo.
Ahora, con el signo del partido cambiado, era el Sevilla el que debía atacar. Para ello Juande Ramos sacó al campo a otro delantero, Aleksandr Kerzhakov. A pesar de ello el equipo no conseguía rebasar la defensa italiana, y no tuvo ocasiones hasta los minutos finales, donde Seydou Keïta primero y Luís Fabiano (que entró en el campo en el 83) después no pudieron introducir el balón en la portería contraria.
En el minuto 86 el árbitro pitó penal a favor del AC Milan por una falta cometida por Dragutinović sobre Kaká. El propio futbolista brasileño fue el encargado de lanzarlo y, aunque Palop consiguió pararlo, consiguió marcar al aprovechar el rebote.
A partir de ese momento el AC Milan decidió aguantar en defensa y controlar el partido, realizando los cambios que le quedaban. Mientras, el equipo español intentaba empatar, aunque finalmente no se logró y el equipo italiano se alzó con el título por quinta vez en su historia.

## Detalles
| 1          | POR        | Dida              |     |
| 44         | DEF        | Massimo Oddo      |     |
| 4          | DEF        | Kakha Kaladze     |     |
| 13         | DEF        | Alessandro Nesta  |     |
| 18         | DEF        | Marek Jankulovski |     |
| 23         | MED        | Massimo Ambrosini |     |
| 8          | MED        | Gennaro Gattuso   | 73' |
| 21         | MED        | Andrea Pirlo      |     |
| 10         | MED        | Clarence Seedorf  | 89' |
| 22         | DEL        | Kaká              |     |
| 9          | DEL        | Filippo Inzaghi   | 88' |
| Entrenador | Entrenador | Carlo Ancelotti   |     |

| 1          | POR        | Andrés Palop          |     |
| 4          | DEF        | Dani Alves            |     |
| 8          | DEF        | Christian Poulsen     |     |
| 14         | DEF        | Julien Escudé         | 83' |
| 3          | DEF        | Ivica Dragutinović    |     |
| 7          | MED        | Jesús Navas           |     |
| 18         | MED        | José Luis Martí Soler | 65' |
| 21         | MED        | Seydou Keïta          |     |
| 5          | MED        | Duda                  | 74' |
| 11         | DEL        | Renato Dirnei         |     |
| 12         | DEL        | Frédéric Kanouté      |     |
| Entrenador | Entrenador | Juande Ramos          |     |

| 5  | MED | Emerson           | 73' |
| 11 | DEL | Alberto Gilardino | 88' |
| 32 | MED | Cristian Brocchi  | 89' |

| 9  | DEL | Aleksandr Kerzhakov | 65' |
| 25 | MED | Vincenzo Maresca    | 74' |
| 10 | DEL | Luís Fabiano        | 83' |

| Anotado | 55' | Filippo Inzaghi   | 1-1 |
| Anotado | 62' | Marek Jankulovski | 2-1 |
| Anotado | 87' | Kaká              | 3-1 |

| Anotado | 14' | Renato Dirnei | 0-1 |

| Amonestado | 7' | Gennaro Gattuso |

| Amonestado | 68' | Duda              |
| Amonestado | 70' | Christian Poulsen |

| Árbitro              | Konrad Plautz  |
| Árbitros asistentes: | Egon Bereuter  |
| Árbitros asistentes: | Markus Mayr    |
| Cuarto árbitro:      | Fritz Stuchlik |

| 1          | POR        | Dida              |     |
| 44         | DEF        | Massimo Oddo      |     |
| 4          | DEF        | Kakha Kaladze     |     |
| 13         | DEF        | Alessandro Nesta  |     |
| 18         | DEF        | Marek Jankulovski |     |
| 23         | MED        | Massimo Ambrosini |     |
| 8          | MED        | Gennaro Gattuso   | 73' |
| 21         | MED        | Andrea Pirlo      |     |
| 10         | MED        | Clarence Seedorf  | 89' |
| 22         | DEL        | Kaká              |     |
| 9          | DEL        | Filippo Inzaghi   | 88' |
| Entrenador | Entrenador | Carlo Ancelotti   |     |

| 1          | POR        | Andrés Palop          |     |
| 4          | DEF        | Dani Alves            |     |
| 8          | DEF        | Christian Poulsen     |     |
| 14         | DEF        | Julien Escudé         | 83' |
| 3          | DEF        | Ivica Dragutinović    |     |
| 7          | MED        | Jesús Navas           |     |
| 18         | MED        | José Luis Martí Soler | 65' |
| 21         | MED        | Seydou Keïta          |     |
| 5          | MED        | Duda                  | 74' |
| 11         | DEL        | Renato Dirnei         |     |
| 12         | DEL        | Frédéric Kanouté      |     |
| Entrenador | Entrenador | Juande Ramos          |     |

| 5  | MED | Emerson           | 73' |
| 11 | DEL | Alberto Gilardino | 88' |
| 32 | MED | Cristian Brocchi  | 89' |

| 9  | DEL | Aleksandr Kerzhakov | 65' |
| 25 | MED | Vincenzo Maresca    | 74' |
| 10 | DEL | Luís Fabiano        | 83' |

| Anotado | 55' | Filippo Inzaghi   | 1-1 |
| Anotado | 62' | Marek Jankulovski | 2-1 |
| Anotado | 87' | Kaká              | 3-1 |

| Anotado | 14' | Renato Dirnei | 0-1 |

| Amonestado | 7' | Gennaro Gattuso |

| Amonestado | 68' | Duda              |
| Amonestado | 70' | Christian Poulsen |

| Árbitro              | Konrad Plautz  |
| Árbitros asistentes: | Egon Bereuter  |
| Árbitros asistentes: | Markus Mayr    |
| Cuarto árbitro:      | Fritz Stuchlik |

| \| Estadísticas \| Milan \| Sevilla \| \| Goles \| 3 \| 1 \| \| Total disparos \| 10 \| 13 \| \| Tiros a puerta \| 6 \| 2 \| \| Posesión de balón \| 54% \| 46% \| \| Saques de esquina \| 4 \| 8 \| \| Faltas cometidas \| 18 \| 25 \| \| Fueras de juego \| 4 \| 2 \| \| Tarjetas amarillas \| 1 \| 2 \| \| Tarjetas rojas \| 0 \| 0 \| | Alineación inicial |         |
| Estadísticas | Milan              | Sevilla |
| Goles | 3                  | 1       |
| Total disparos | 10                 | 13      |
| Tiros a puerta | 6                  | 2       |
| Posesión de balón | 54%                | 46%     |
| Saques de esquina | 4                  | 8       |
| Faltas cometidas | 18                 | 25      |
| Fueras de juego | 4                  | 2       |
| Tarjetas amarillas | 1                  | 2       |
| Tarjetas rojas | 0                  | 0       |

|                                |
| Bandera de Italia              |
| Campeón A. C. Milan 5.º título |

### Incidencias
Partido disputado en el Stade Louis II de Mónaco ante 17822 personas. Andrea Pirlo fue elegido mejor jugador del encuentro. 
Hubo varios homenajes al fallecido Antonio Puerta:
- Antes de comenzar el partido se guardó un minuto de silencio.
- Las camisetas de todos los jugadores llevaban el nombre "Puerta" debajo de los dorsales.
- Kaká, al celebrar el tercer gol señala el nombre de "Puerta" y lo muestra a la grada.
- Clarence Seedorf, cuando fue sustituido, tapó su nombre para mostrar únicamente el de Puerta.
- Los jugadores del Sevilla celebraron el gol de Renato apuntando con el dedo hacia el cielo.
- El Milan, como campeón, brindó la Supercopa a Antonio Puerta.